# Luisão
Pour l’article ayant un titre homophone, voir Luizão.
Ânderson Luís da Silva, plus connu sous le nom de Luisão, est un ancien footballeur brésilien né le 13 février 1981 à Amparo. Il évoluait au poste de défenseur central.
Il compte 47 sélections pour trois buts inscrits en équipe du Brésil avec qui il remporte la Copa América 2004 et les coupes des confédérations 2005 et 2009.
Il prend sa retraite le 25 septembre 2018.
Arrivé au Benfica en 2003, Luisao a disputé 539 rencontres avec les Aigles, ce qui le place sur la deuxième marche des joueurs les plus utilisés dans l'histoire du club.
Pendant ces quinze années, le géant brésilien (1,95 m) s'est construit le palmarès le plus impressionnant de l'équipe lisboète avec vingt titres : six Championnats du Portugal, trois Coupes du Portugal, quatre Supercoupes du Portugal et sept Coupes de la ligue portugaise. A ces trophées en club, il faut ajouter la Copa América 2004 et les Coupes des Confédérations 2005 et 2009 glanées en 44 sélections avec la sélection brésilienne.

## Carrière de joueur

### En club
Luisao est un défenseur central qui commence sa carrière de footballeur professionnel au sein du club brésilien de l'EC Juventude, où il ne joue pas le moindre match (1999-2000).
Puis il est transféré au Cruzeiro EC où il dispute 58 matchs pour un total de 7 buts (2000-2003).
En 2003, Luisao est transféré au Benfica pour la somme de 2 millions d'euros, depuis son arrivée au club il a joué 502 matchs officiels pour un total de 43 buts.
Luisao est l'un des joueurs présents sur la pelouse lors du décès de son coéquipier Miklos Fehér, lors du match contre le Vitoria Guimarães, l'international Hongrois s'écroulant quelques secondes après avoir reçu un carton jaune. La vidéo de la scène montre Tiago en larmes près de son ami sur la pelouse, Luisao remplaçant, est également en larmes, tout comme Simão Sabrosa ou Tomo Šokota. 
En septembre 2012, il est suspendu deux mois par la Fédération Portugaise de Football ainsi que par la FIFA, pour avoir agressé un arbitre lors d’un match amical à Düsseldorf en août 2012.
En 2013-2014, il participe à la finale de la Ligue Europa qui se joue au Juventus Stadium à Turin, qui se termine par la défaite du Benfica Lisbonne face au FC Séville aux tirs au but 4-2, le capitaine du Benfica Lisbonne Luisão avait pourtant gagné son duel face au gardien portugais du FC Séville, Beto. 

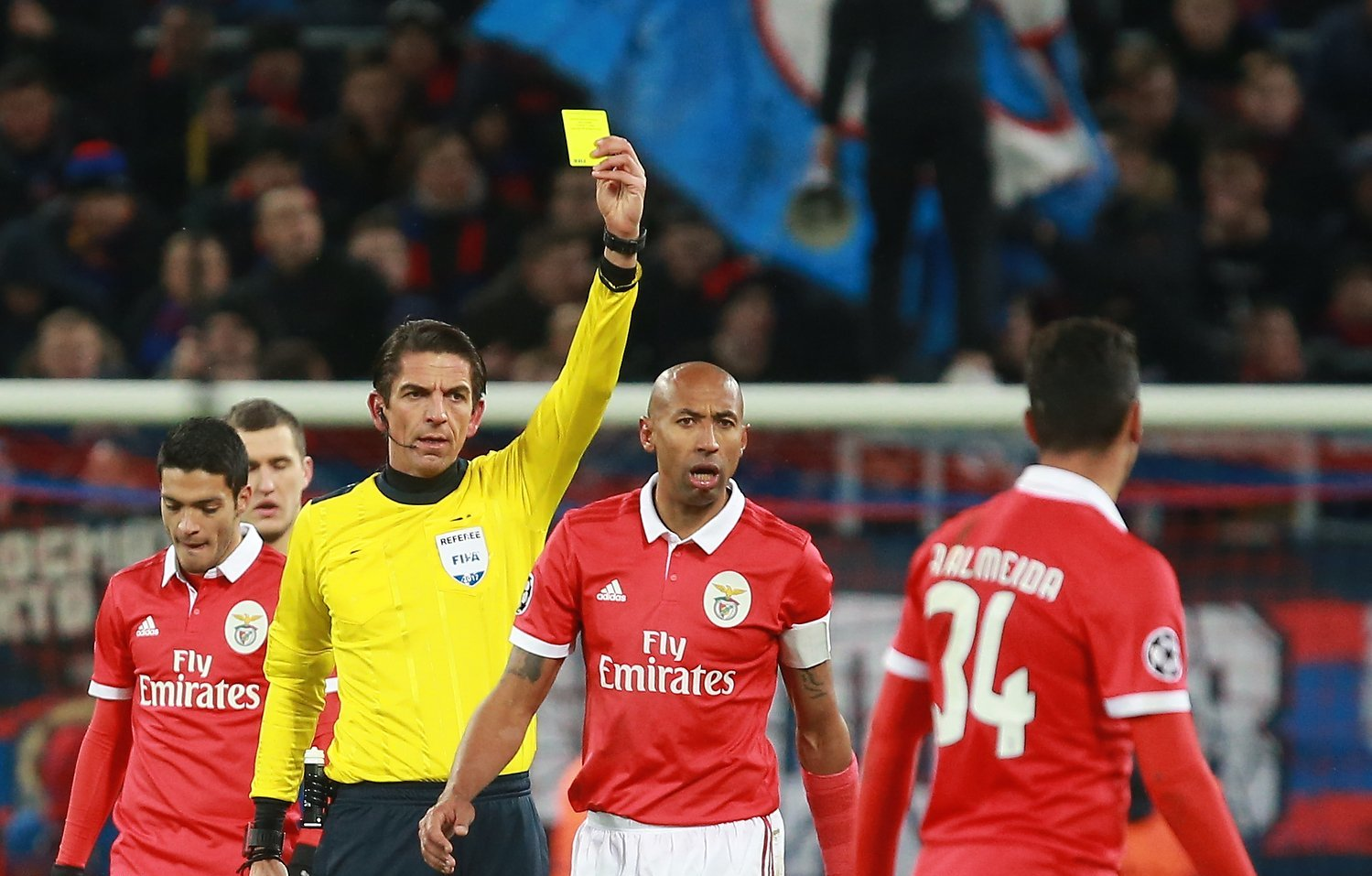
Luisao prenant un carton jaune en 2018 avec Benfica

Grâce à sa qualité de jeu, son charisme et son ancienneté, Luisão est devenu une figure incontournable du club. C'est notamment le joueur qui a joué le plus de match en tant que capitaine au Benfica. Il a vu passé à ses côtés d'autres excellents joueurs en défense centrale tels que Garay ou David Luiz. 

### En équipe nationale

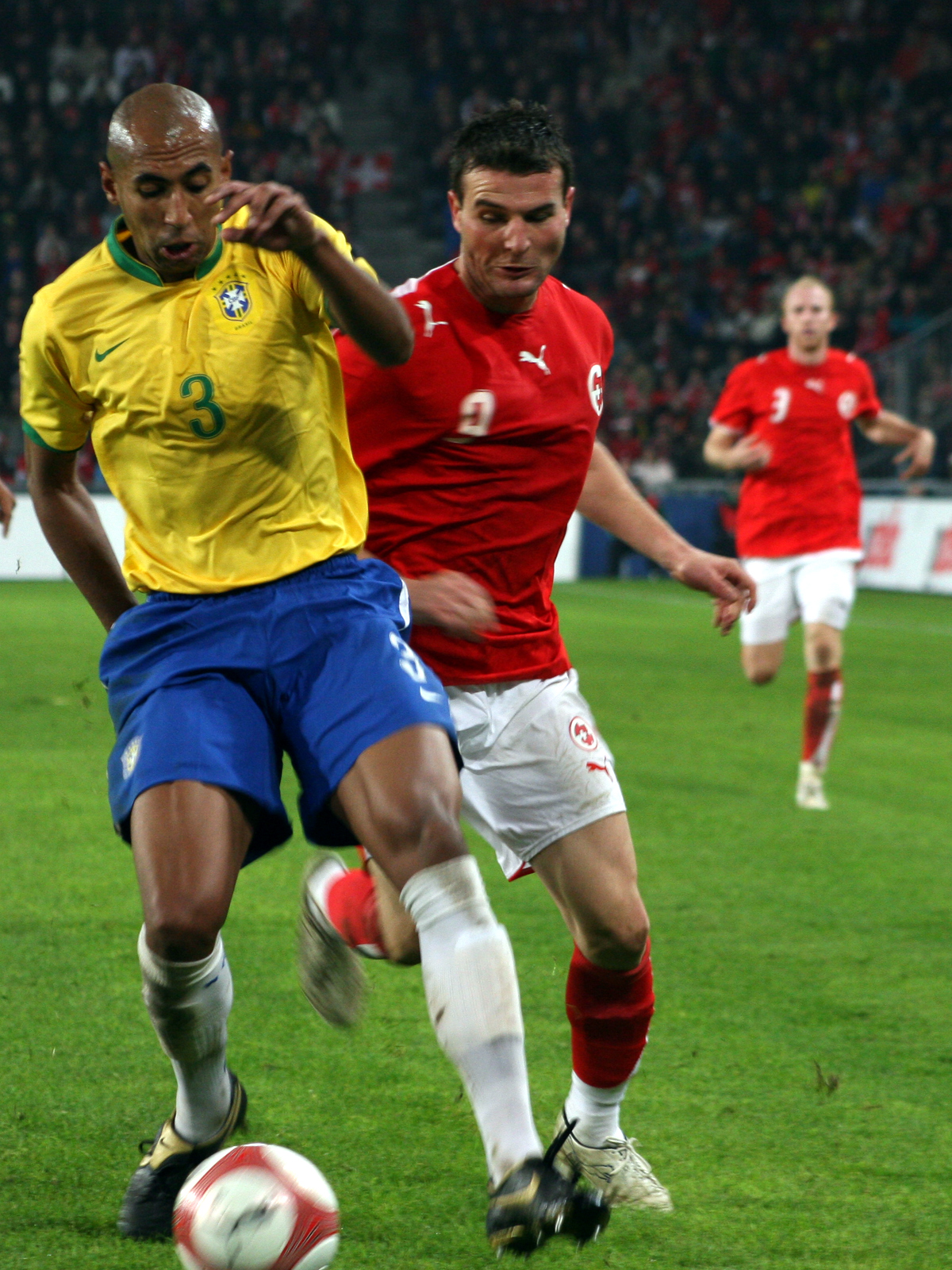
Luisão à la lutte avec Alexander Frei en 2006

Luisão compte 44 sélections avec l'équipe du Brésil, la première en juillet 2001 lors d'un match Brésil-Honduras. 
Il dispute notamment  la Coupe du monde en 2006 et 2010, la Copa América de 2001, 2004 et 2011, ainsi que la Coupe des confédérations en 2005 et 2009.
Il remporte la Copa América en 2004 en inscrivant notamment 1 but en finale face à l'Argentine.

## Carrière
| Période   | Club         | Pays     | Matchs | Buts |
| --------- | ------------ | -------- | ------ | ---- |
| 1999      | EC Juventude | Brésil   | 0      | 0    |
| 2000      | Cruzeiro EC  | Brésil   | 3      | 0    |
| 2001      | Cruzeiro EC  | Brésil   | 20     | 1    |
| 2002      | Cruzeiro EC  | Brésil   | 24     | 6    |
| 2003      | Cruzeiro EC  | Brésil   | 11     | 0    |
| 2003-2004 | Benfica      | Portugal | 15     | 3    |
| 2004-2005 | Benfica      | Portugal | 29     | 2    |
| 2005-2006 | Benfica      | Portugal | 31     | 1    |
| 2006-2007 | Benfica      | Portugal | 17     | 2    |
| 2007-2008 | Benfica      | Portugal | 19     | 3    |
| 2008-2009 | Benfica      | Portugal | 21     | 2    |
| 2009-2010 | Benfica      | Portugal | 28     | 4    |
| 2010-2011 | Benfica      | Portugal | 23     | 1    |
| 2011-2012 | Benfica      | Portugal | 25     | 1    |
| 2012-2013 | Benfica      | Portugal | 18     | 1    |
| 2013-2014 | Benfica      | Portugal | 28     | 1    |
| 2014-2015 | Benfica      | Portugal | 30     | 4    |
| 2015-2016 | Benfica      | Portugal | 9      | 0    |
| 2016-2017 | Benfica      | Portugal | 28     | 0    |
| 2017-2018 | Benfica      | Portugal | 16     | 1    |

## Statistiques
- 44 sélections (3 buts) en équipe du Brésil
- 6 buts en 69 matchs de C1
- 5 buts en 58 matchs de C3

## Palmarès
- Avec l'équipe du Brésil
  - Vainqueur de la Copa América en 2004
  - Vainqueur de la Coupe des confédérations en 2005 et 2009

- Avec le Cruzeiro EC
  - Vainqueur du super-championnat de l'État du Minas Gerais en 2002
  - Vainqueur du championnat de l'État du Minas Gerais en 2003
  - Vainqueur de la Coupe du Brésil en 2003

- Avec le  Benfica
  - Finaliste de la Ligue Europa en 2013 et 2014[5]
  - Champion du Portugal en 2005, 2010, 2014, 2015, 2016 et 2017
  - Vice-champion en 2004, 2011, 2012, 2013, 2018
  - Vainqueur de la Coupe du Portugal en 2004, 2014 et 2017
  - Finaliste de la Coupe du Portugal en 2013
  - Vainqueur de la Coupe de la Ligue portugaise en 2009, 2010, 2011, 2014, 2015 et 2016
  - Vainqueur de la Supercoupe du Portugal en 2005, 2014, 2016, 2017
  - Finaliste de la Supercoupe du Portugal en 2004 et 2010